# За ніччю день іде
«За ніччю день іде» — радянський двосерійний телефільм 1984 року, знятий режисером Олегом Біймою на студії «Укртелефільм».

## Сюжет
Розповідь про дії українського підпільного руху під час Великої Вітчизняної війни. У центрі сюжету — героїчна боротьба ніжинських підпільників під керівництвом героя СРСР незрячого Якова Батюка.

## У ролях
- Володимир Конкін — Яків Батюк
- Марина Яковлєва — Женя Батюк
- Віктор Шульгін — Петро Іванович Батюк
- Ольга Агєєва — Віра Смолянчук
- Віра Смоляницька — Ганна Солодовник
- Олена Ставицька — Галина Борисівна
- Микола Олійник — Григорій Лопатецький
- Олена Борзова — Оксана Данко
- Олег Масленников — Андрій Данко
- Євген Пашин — Іван Пархоменко
- Арсеній Тимошенко — Михайло Колодій
- Вадим Яковенко — Іван Могильний
- Володимир Ямненко — Михайло Ткачов
- Дмитро Матвєєв — Роман Стрельцов
- Олександр Аржиловський — Афанасій Афонін
- Ромуальдас Раманаускас — Зуппе
- Анатолій Гур'єв — «Братишка»
- Лесь Сердюк — поліцай
- Віра Саранова — Дора
- Леонід Бакштаєв — військком, командир загону «За Батьківщину!»
- Анатолій Кучеренко — епізод
- Борис Лук'янов — Зубов, провокатор
- Леван Учанейшвілі — Лахо
- Тамара Тимофєєва — вчителька Якова
- Ф. Грюнвальд — німецький генерал
- Зоя Недбай — німецький лікар
- Юрій Крітенко — староста Ніжина
- Олена Блинникова — Клара, дружина Якова
- Є. Кисляк — епізод
- Лідія Чащина — торгівка пиріжками
- Ольга Реус-Петренко — жінка з тазом, сусідка Супруна
- Алла Усенко — офіціантка
- Давид Бабаєв — німецький офіцер
- А. Гавриленко — епізод
- С. Желєзний — епізод
- Степан Донець — провокатор у комендатурі
- Борис Александров — патрульний
- Микола Гудзь — патрульний
- Сергій Дворецький — провокатор у комендатурі
- Оксана Маляренко — епізод
- Боря Палієнко — епізод
- Сергій Фокін — епізод
- Павлик Змєєв — епізод
- Р. Шабловська — жінка на мобілізації
- Олег Арндт — німецький офіцер

## Знімальна група
- Режисер — Олег Бійма
- Сценарист — Веніамін Григор'єв
- Оператор — Олександр Мазепа
- Художник — Микола Резнік